# Tempo (auto)

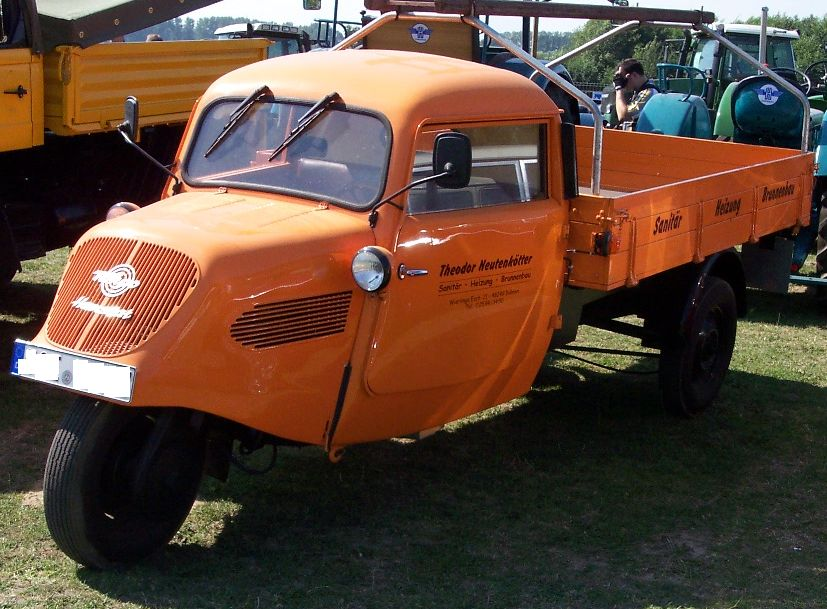
Een gerestaureerde Tempo Hanseat

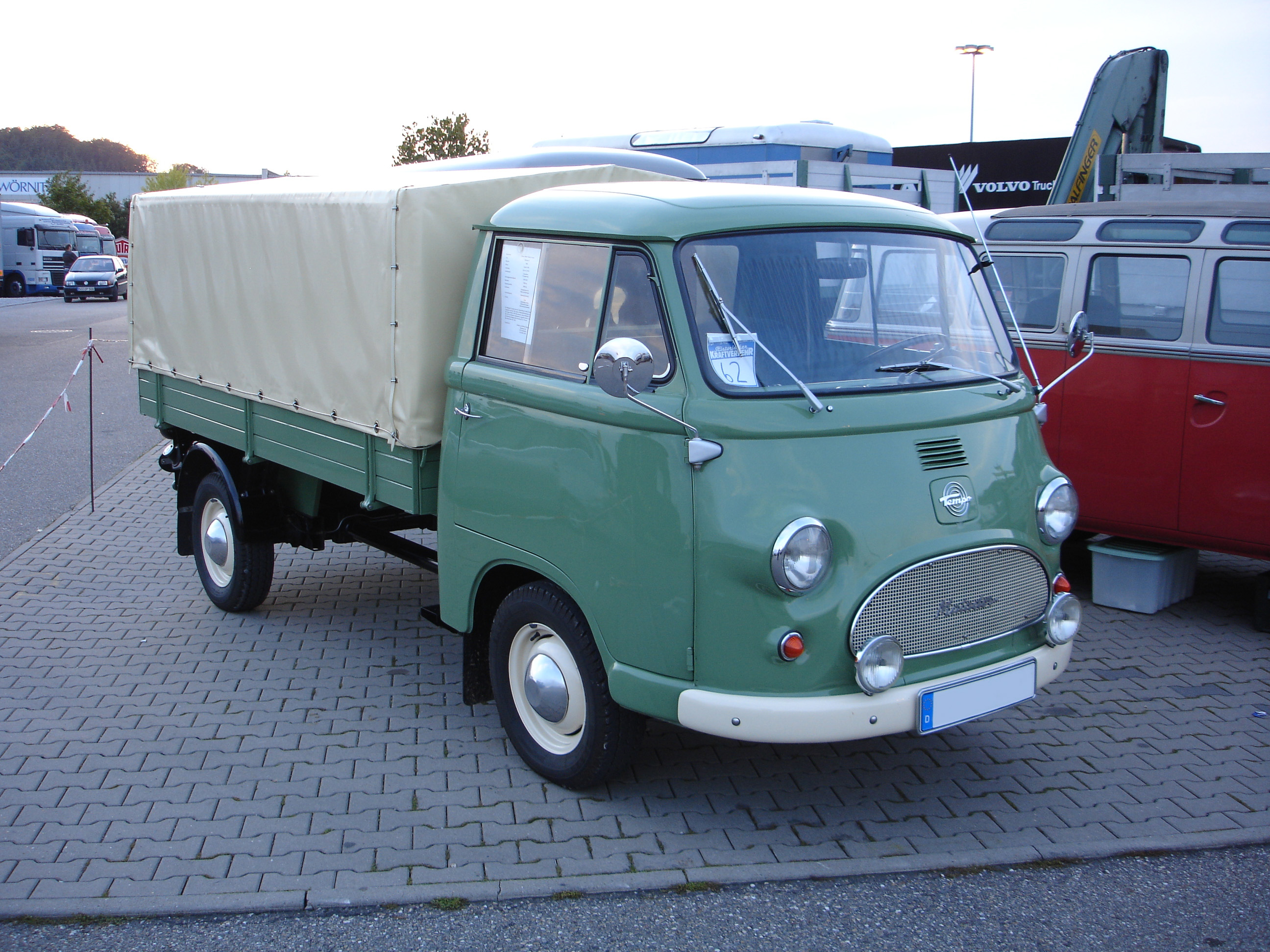
Tempo Matador

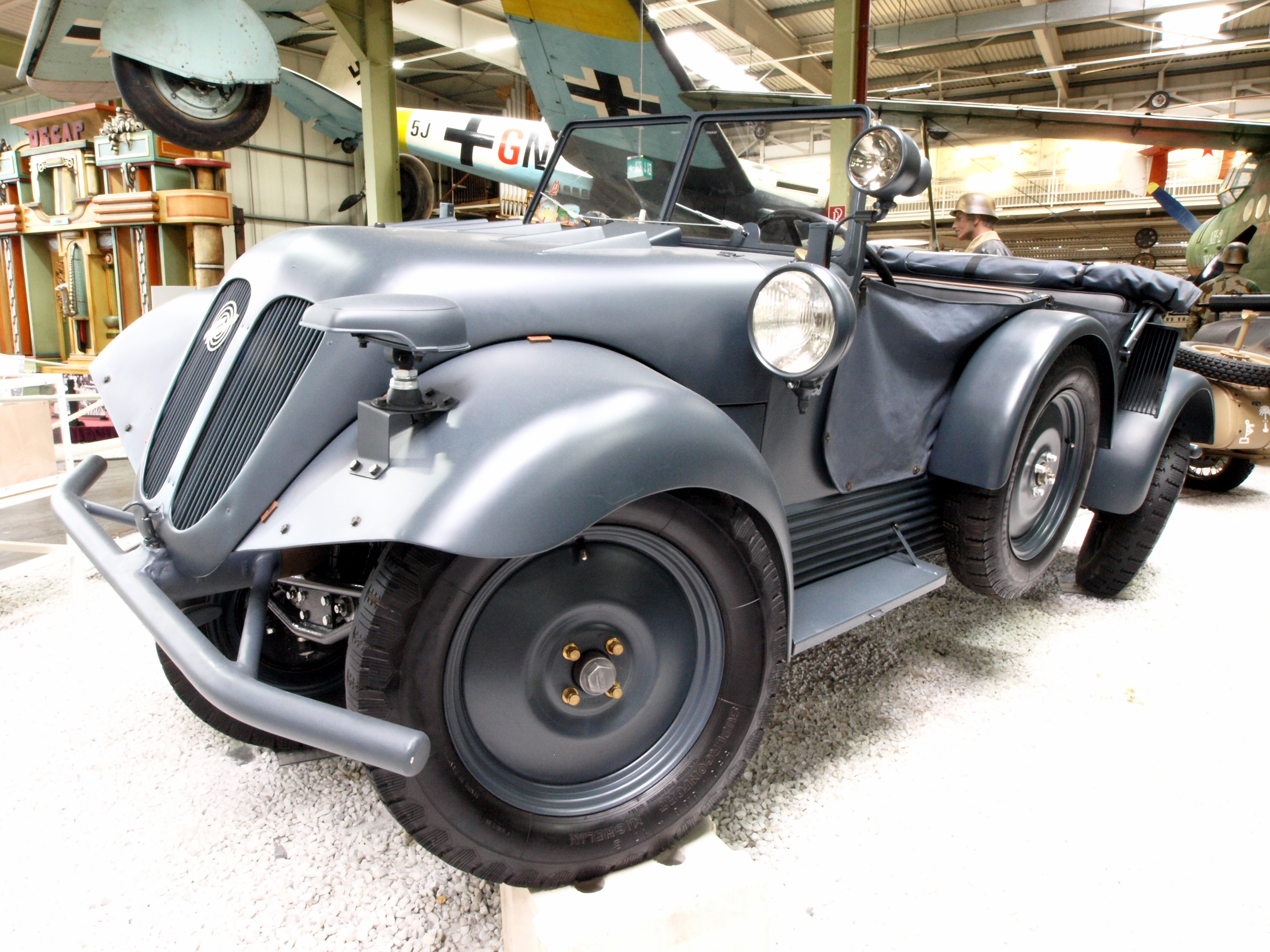
Tempo G1200 terreinwagen in het Technik-Museum Sinsheim

Vidal & Sohn Tempo-Werk G.m.b.H. - handelsnaam Tempo - te Hamburg-Harburg was een Duitse autofabriek.

## Geschiedenis
Tempo werd in 1928 opgericht door Max Vidal en zijn zoon Oscar. Ze maakten kleine bestelwagens. Vooral de Tempo-driewielers zijn zeer bekend. De driewielers waren bijzonder gevraagd vanwege een belastingvrijstelling voor voertuigen met minder dan vier wielen en een cilinderinhoud van minder dan 200 kubieke centimeter en de bestuurder had geen rijbewijs nodig. De Duitse fabrikant ILO leverde tussen 1928 en 1966 zo'n 278.000 tweetaktmotoren voor de driewielers.
In de jaren dertig ontwikkelde het bedrijf een lichte terreinwagen, maar dit was geen succes en de productie bleef beperkt tot zo'n 1200 exemplaren.
Na de Tweede Wereldoorlog stonden de Britten al snel toe de productie te herstarten. Het verkoopsucces leidde tot veel nieuwe medewerkers en de uitbreiding van de productiehallen. De Hanseat, de nieuwere versies van de vooroorlogse driewielers A200 en A400, en de vierwielige Matador lagen goed in de markt. De concurrentie was minder blij met het succes, zo staakte Volkswagen in 1952 de levering van motoren voor de Matador. Grote autofabrikanten investeerden forse bedragen en Oscar Vidal verkocht op 1 februari 1955 de helft van zijn aandelen aan Hannoversche Maschinenbau AG (Hanomag) om de toekomst van de fabriek veilig te stellen.
De samenwerking met Hanomag werkte aanvankelijk goed, maar in 1958 nam Rheinische Stahlwerke een meerderheidsbelang in Hanomag. Een jaar later worden Tempo en Hanomag ondergebracht in de Rheinstahl Group. Oscar Vidal verkocht zijn laatste aandelen aan Rheinstahl in 1965. Vanaf 1966 werd de merknaam Tempo niet meer gebruikt. De Tempo bestelwagen werd verder ontwikkeld als de Harburger Transporter en kreeg vanaf 1966 het Rheinstahl-Hanomag embleem op de voorkant. De modellen van Tempo hadden als gemeenschappelijke constructieprincipe dat alle noodzakelijke onderdelen in de cabine werden ondergebracht. Hierdoor had men bij het afbouwen de vrije hand. Op basis van een Tempo werden talloze bijzondere voertuigen afgeleverd.

## Licentiebouw
Van 1953 tot 1955 bouwde Tempo een serie Land Rovers in licentie, in opdracht van de Bundesgrenzschutz. In plaats van aluminium werd voor de carrosserie van deze serie staal gebruikt.
De driewielige Tempo Hanseat werd in 1948 als bestelwagen geïntroduceerd. Tussen 1962 en 2000 werd dit model onder de naam Bajaj Tempo Hanseat in licentie gebouwd in India en is daar onder meer als gemotoriseerde riksja ingezet.